# Alexei Dmitrijewitsch Bassow
Alexei Dmitrijewitsch Bassow (* 1929; † 1985; russisch Алексей Дмитриевич Басов) war ein sowjetischer Vorzeigearbeiter.
Nach dem Abitur schloss er eine Ausbildung als Maurer ab. Im Jahr 1956 wurde er Brigadier einer integrierten sozialistischen Baubrigade in Moskau.
Die Brigade Bassow baute in Widnoje auf dem Gelände des Moskauer Koksgasbetriebes (МКГЗ – Московский коксогазовый завод) Straßen, Zufahrten, Lagerhallen, aber auch Häuser in der Stadt, wie das Bad, Häuser an der „Werksstraße“ (Заводская улица) und der „Gajewski-Straße“ (улица Гаевского), eine Schule, ein Restaurant und eine Vielzahl anderer Objekte.
Er ist der Erfinder der „Bassow-Methode“, für deren erfolgreiche Anwendung er viele Auszeichnungen erhielt.

## Bassow-Methode

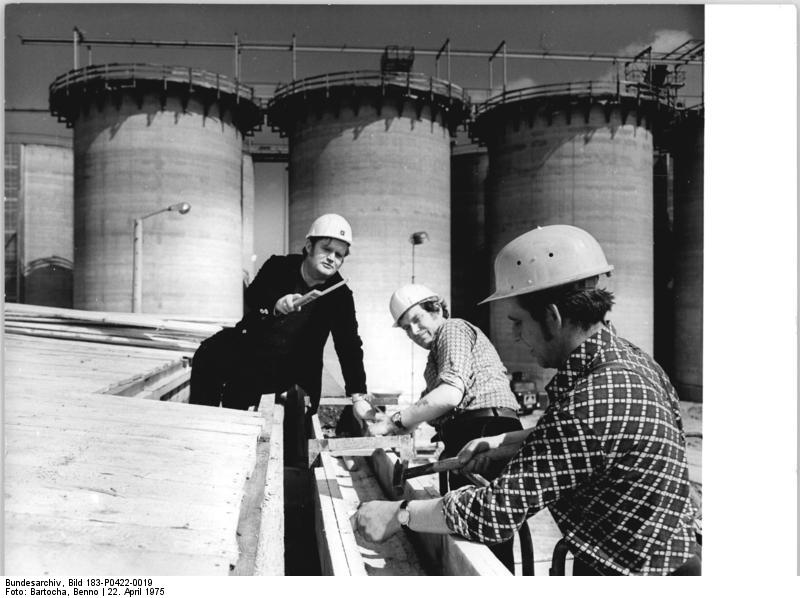
Originale Bildunterschrift des ADN: „Zu den Schrittmachern im Landbaukombinat Neubrandenburg gehört Brigadier Werner Klebert mit seinem Kollegen Gerd Suckau und Dieter Delph (v.l.n.r.). Werner Klebert ist Delegierter der Baukonferenz und wird dort über seine Erfahrungen im sozialistischen Wettbewerb beim Bau der industriellen Rindermastanlage in Hohen Wangelin, Kreis Waren, sprechen. Der erfahrene Brigadier, der sich gegenwärtig zum Meister qualifiziert, ist seit 15 Jahren im Landwirtschaftsbau tätig. Bereits drei Jahre arbeitet seine Brigade, die sich der Bassow-Methode angeschlossen hat, unfallfrei. In diesem Jahr wollen sie die Arbeitsproduktivität um 8 Prozent steigern und 2,7 Prozent Material einsparen.“

Die Bassow-Methode war eine nach A. D. Bassow benannte, in den 1970er-Jahren in der DDR und der UdSSR eingeführte Kampagne, die der Vermeidung von Unfällen dienen sollte. Im Russischen hieß sie «Работать высокопроизводительно, без травм и аварий» („Hochproduktiv arbeiten, ohne Verletzungen und Unfälle“). Ihr wesentlicher Kern bestand darin, durch die Forderung nach Ordnung und Sauberkeit am Arbeitsplatz Arbeitsunfälle und damit verbundene Verletzungen und Ausfälle zu vermeiden. In seiner Baubrigade gab es nach seinem System 28 Jahre lang keinen Arbeitsunfall.
Ironisch und scherzhaft sagte der sächsische Volksmund: „Zwee arbeiten und vier bassen off“, „Bass’ off, dass du ’n Feierabend nicht verpassen tust.“

## Staatliche Auszeichnungen
- Preisträger des Staatspreises der UdSSR (1977)[3]
- Medaille Goldener Stern des Helden der sozialistischen Arbeit (UdSSR)
- Leninorden (UdSSR)
- Aktivist der sozialistischen Arbeit (DDR, 1973)[3]
- Goldene Ehrenspange der DSF[3]
- weitere Orden und Medaillen.

Über ihn und sein Schaffen wurde in dem Buch Видные этажи (Die Stockwerke von Widnoje) aus der Reihe Люди нашего края (Menschen unserer Region) von Alexej Wassiljewitsch Plotnikow (Алексея Васильевича Плотникова) berichtet.